# Serving 190 Proof
Serving 190 Proof är ett musikalbum av Merle Haggard, lanserat 1979 på MCA Records. Från albumet släpptes fyra singlar "Heaven Was a Drink of Wine", "I Must Have Done Something Bad", "My Own Kind of Hat" och "Red Bandana". Alla dessa låtar nådde plats fyra på Billboards countrysingellista. Albumet nådde sjuttonde plats på listan för countryalbum.

## Låtlista
(låtar utan angiven upphovsman skrivna av Merle Haggard)
1. "Footlights" – 4:00
2. "Got Lonely Too Early (This Morning)" – 3:03
3. "Heaven Was a Drink of Wine" (Sanger D. Schafer) – 2:46
4. "Driftwood" – 3:04
5. "I Can't Get Away" – 3:12
6. "Red Bandana" – 2:31
7. "My Own Kind of Hat" (Haggard, Red Lane) – 2:53
8. "I Must Have Done Something Bad" (Lane) – 3:26
9. "I Didn't Mean to Love You" (Haggard, Lane) – 2:30
10. "Sing a Family Song" – 3:13
11. "Roses in the Winter" – 3:54